# Lepthercus rattrayi
Lepthercus rattrayi är en spindelart som beskrevs av Hewitt 1917. Lepthercus rattrayi ingår i släktet Lepthercus och familjen Nemesiidae. Inga underarter finns listade i Catalogue of Life.